# Квинт Педий Публикола
Квинт Педий Публикола или Попликола (на латински: Quintus Pedius Publicola; Poplicola) е римски сенатор през 1 век пр.н.е.
Син е на Квинт Педий Балб (консул 43 пр.н.е.) и Валерия. Баща му е син на Марк или Квинт Педий и дъщеря на Юлия Цезарис (сестра на Юлий Цезар) и Марк Аций Балб и племенник на Цезар.
Майка му е от рода на Валерии-Месала и сестра на Марк Валерий Месала Корвин (консул 31 пр.н.е.).
Тя дава на сина си когномен Публикола, в памет на доведения ѝ брат Луций Гелий Публикола (консул 36 пр.н.е.).
Педий e квестор през 41 пр.н.е. и според Хораций брилянтен оратор. Баща е на Квинт Педий, който е роден с увреден слух и става художник.